# Trubbig brosklav
Trubbig brosklav (Ramalina obtusata) är en lavart som först beskrevs av Arnold, och fick sitt nu gällande namn av Friedrich August Georg Bitter. Trubbig brosklav ingår i släktet Ramalina, och familjen Ramalinaceae. Enligt den finländska rödlistan är arten akut hotad i Finland. Enligt den svenska rödlistan är arten sårbar i Sverige. Arten förekommer på Gotland, Öland, Götaland, Svealand och Nedre Norrland. Arten har tidigare förekommit i Övre Norrland men är numera lokalt utdöd. Artens livsmiljö är moskogar.